# Richard Kenneth Guy
Richard Kenneth Guy (ur. 30 września 1916 w Nuneaton, Warwickshire, zm. 9 marca 2020  w Calgary) – brytyjski matematyk, emerytowany profesor wydziału matematyki na Uniwersytecie w Calgary.
Jest znany jako współautor (z Johnem Conwayem i Elwynem Berlekampem) Winning Ways for your Mathematical Plays i autor Unsolved Problems in Number Theory, ale opublikował też ponad 100 prac z dziedziny kombinatorycznej teorii gier, teorii liczb i teorii grafów.
Jest uważany za twórcę prawa małych liczb.